# Кнеренг
Кнеренг (фр. Knoeringue) насеље је и општина у Француској у региону Алзас, у департману Горња Рајна.
По подацима из 2011. године у општини је живело 355 становника, а густина насељености је износила 75,85 становника/km².

## Демографија
| 1962. | 1968. | 1975. | 1982. | 1990. | 2011. |
| ----- | ----- | ----- | ----- | ----- | ----- |
| 207   | 217   | 208   | 199   | 227   | 355   |